# Zuoz
Zuoz ( toponimo romancio; in tedesco Zutz, in italiano Zozzio, desueti) è un comune svizzero di 1 199 abitanti del Canton Grigioni, nella regione Maloja.

## Geografia fisica
Zuoz è situato in Alta Engadina, sulla sponda sinistra dell'Inn; dista 17 km da Sankt Moritz, 50 km da Davos, 70 km da Coira e 141 km da Lugano. Il punto più elevato del comune è la cima del Piz Kesch (3418 m s.l.m.), sul confine con Bergün.

## Monumenti e luoghi d'interesse

### Architetture religiose
- Chiesa parrocchiale riformata di San Lucio (San Luzi), attestata dal 1137-1139 e ricostruita nel 1200 circa e nel 1507[1][2];
- Chiesa parrocchiale cattolica di Santa Caterina (Sencha Chatrigna), attestata dal 1438 e ricostruita nel 1509[1][2] da Bernardo da Poschiavo[senza fonte];
- Cappella di San Sebastiano (San Bastiaun)[2].

### Architetture civili
- Chasa Pult[senza fonte];
- Ponte sul fiume Inn[senza fonte].

## Società

### Evoluzione demografica
L'evoluzione demografica è riportata nella seguente tabella:
Abitanti censiti

### Lingue e dialetti
Zuoz è comune bilingue, tedesco e romancio. In base al censimento del 2000, la maggioranza della popolazione (53,2%) parla tedesco, mentre il romancio è la seconda lingua più diffusa (25,8%) e l'italiano la terza (9,8%). Fino al XIX secolo, l'intera popolazione parlava il romancio nella variante putèr. A seguito dell'incremento del commercio con il mondo esterno, l'uso del romancio è cominciato a diminuire. Nel 1880 circa l'85% della popolazione parlava romancio come prima lingua, mentre nel 1910 e ancora nel 1941 la percentuale era scesa al 56%.
| Lingue a Zuoz | Lingue a Zuoz   | Lingue a Zuoz   | Lingue a Zuoz   | Lingue a Zuoz   | Lingue a Zuoz   | Lingue a Zuoz   |
| ------------- | --------------- | --------------- | --------------- | --------------- | --------------- | --------------- |
| Lingue        | Censimento 1980 | Censimento 1980 | Censimento 1990 | Censimento 1990 | Censimento 2000 | Censimento 2000 |
| Lingue        | Abitanti        | Percentuale     | Abitanti        | Percentuale     | Abitanti        | Percentuale     |
| Tedesco       | 457             | 38,53%          | 547             | 45,62%          | 720             | 53,22%          |
| Romancio      | 461             | 38,87%          | 407             | 33,94%          | 349             | 25,79%          |
| Italiano      | 183             | 15,43%          | 144             | 12,01%          | 133             | 9,83%           |
| Totale        | 1 101           |                 | 1 098           |                 | 1 202           |                 |

## Cultura

### Istruzione

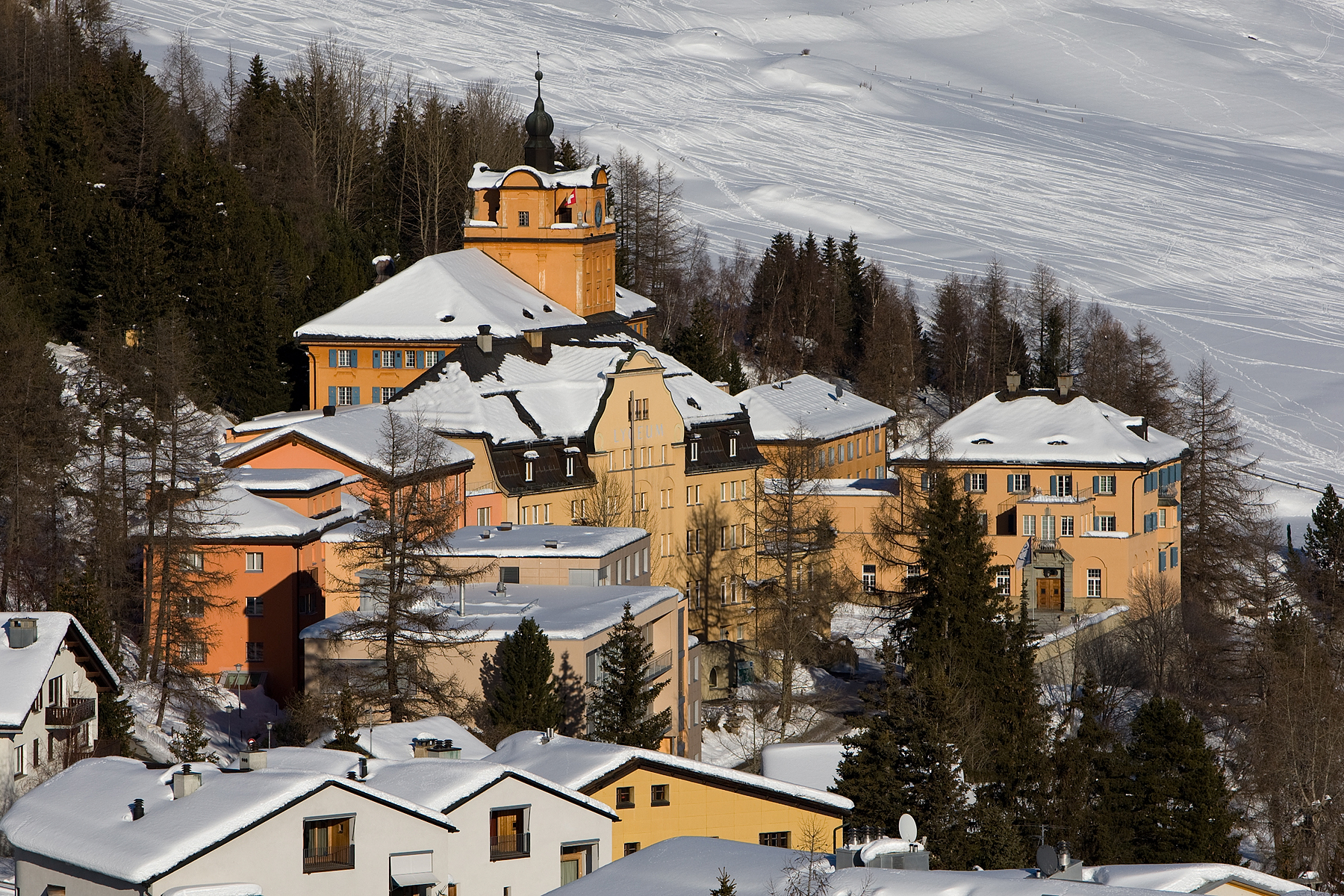
Il Lyceum Alpinum Zuoz

- Lyceum Alpinum Zuoz, fondato nel 1904[1].

### Cinema
A Zuoz è stato girato il film Il grande agguato (1932).

## Economia
Zuoz è una località turistica sia estiva, sviluppatasi a partire dalla fine del XIX secolo (escursionismo), sia invernale, sviluppatasi a partire dagli anni 1950 (stazione sciistica).

## Infrastrutture e trasporti

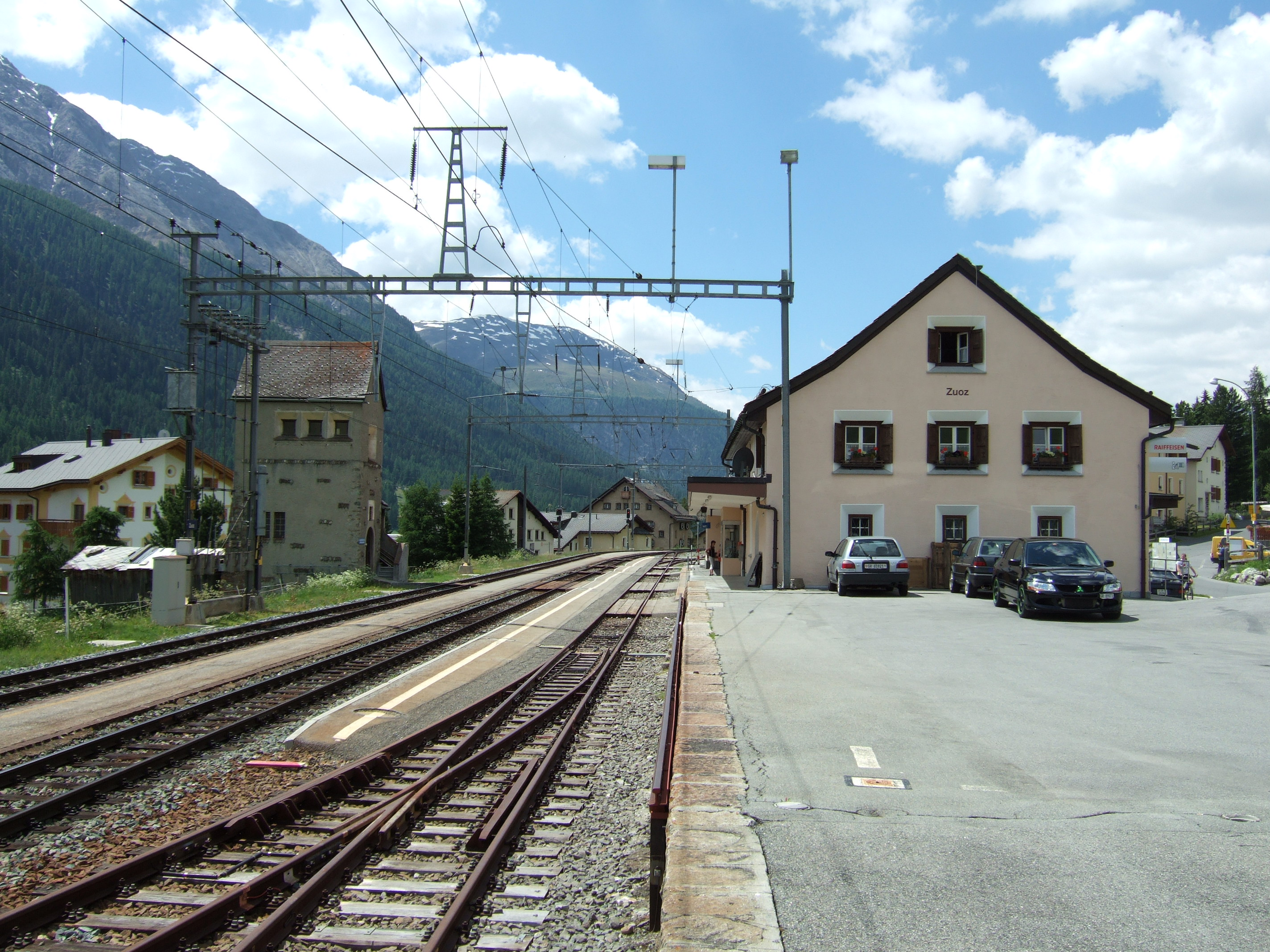
La stazione di Zuoz

È servito dalla stazione ferroviaria omonima della Ferrovia Retica, sulla linea dell'Engadina.

## Sport
Stazione sciistica, ha ospitato tra l'altro alcune tappe della Coppa Europa di sci alpino. Il Lyceum Alpinum Zuoz Eishockey è la squadra di hockey su ghiaccio locale.